# Saccharomycopsis selenospora
Saccharomycopsis selenospora är en svampart som först beskrevs av Nadson & Krassiln., och fick sitt nu gällande namn av Kurtzman & Robnett 1995. Saccharomycopsis selenospora ingår i släktet Saccharomycopsis och familjen Saccharomycopsidaceae.   Inga underarter finns listade i Catalogue of Life.